# Amnonia carmelitana
Amnonia carmelitana är en tvåvingeart som beskrevs av Kugler 1971. Amnonia carmelitana ingår i släktet Amnonia och familjen parasitflugor. Inga underarter finns listade i Catalogue of Life.